# Kung Fu Chang
 (juillet 2013).
Le contenu est difficilement compréhensible vu les erreurs de traduction, qui sont peut-être dues à l'utilisation d'un logiciel de traduction automatique.
Le Kung Fu Chang ou école Chang se réfère à l'ensemble des enseignements des arts martiaux chinois de Maître Chang Dsu Yao en Italie. Ceux qui se reconnaissent dans ces enseignements ont en commun, un programme d'études ou une série d'exercices transmis de maître Chang. Cette école est également reconnue pour l'utilisation commune d'une symbologie et d'un vêtement distinctif.
Cette école se caractérise par l'emploi des termes chinois en Wade-Giles.

## Signes Distinctifs

### Symbole
Le symbole du Kung Fu Chang est une Mei Hua (梅花), une Fleur de Prunier, fleur qui est représenté dans l'iconographie classique chinoise à cinq pétales, qui entoure un Taijitu (太极图) ou Schéma du Principe Suprême. Ce symbole a part comprendre les cinq éléments (représenté par cinq pétales jaune) et Yin Yang (représenté par les dessins en couleurs Blanc Noir) correspondent, selon des sources au Shaolinquan et au Taijiquan.
La fleur de prunier a été désignée par la République de Chine à Taïwan (R.O.C.) comme fleur nationale le 21 juin du 1964.

### Uniforme
L'école Chang utilise une robe particulière, blanche, qui est considéré comme traditionnel du kung-fu et reliée au nom chinois Kung-fu Chuang (en Wide Giles, 功夫装), c'est-à-dire  vêtement pour le travail dur.
C'est un véritable uniforme qui distingue ses pratiquants et se compose d'une veste en style chinois avec alaires, qui montre un insigne cousu sur la poitrine avec le symbole de l'école. Les pantalons sont similaires à celles de l'uniforme de la karaté ou Judo. Il faut porter la ceinture de la couleur correspondant au degré atteint. On doit utiliser des chaussures noires et des chaussettes noires.

### Salutations
Dans l'école Chang existe deux types de salutations :
- Salutation droit, c'est-à-dire le rite de placer le poing dans la paume de l'autre main (抱拳礼, bàoquánlǐ, Pao Ch’uan Li) qui est utilisée dans presque toutes les écoles de Wushu et fournit habituellement les gestes caractéristiques de chaque école ou style, dans le cas de l'école Chang le poing gauche est entouré par la paume droite;
- Salutation agenouillée, c'est-à-dire le rite d'adorer agenouillée (跪拜礼, guìbàilǐ, Kuei Pai Li) qui est une caractéristique de tous les rites religieux.

L'école Chang est répété au début de chaque leçon, vers la place avec le symbole de l'école et les noms des fondateurs des principaux styles enseignés en elle.

### Position de garde
Une autre particularité de cette école est l'utilisation d'une Position de Garde qui est identifié à la figure k’ua hu shi, traduit Figure de monter le tigre (跨虎式, kuàhǔshì). Elle est utilisée au début des combats enchainant (Po Chi), des techniques de jambes et de chute. Comme pas fondamental utilise San Chi Pu, nom qui, en raison de ce qu'il indique, apparaît en contraste avec la nomenclature officielle chinoise.

## Programmes d'enseignement
Dans cette école, une distinction est faite entre les styles externes (Waijia 外家 ou Shaolin) et les styles internes (Neijia 内家 ou Wudang). 
Il Kung Fu répertorie les suivants Styles externes, puis a pratiqué dans CTMAE (arts martiaux traditionnels chinois en Europe, une association qui représente l'école Chang en Europe) et dans la FEIK :
| Nom en Wade-Giles       | Sinogrammes | Nom en Pinyin     | Nom en Français                              |
| Pei P’ai Shaolin Ch’uan | 北派少林拳  | Běipàishǎolínquán | Pugilat shaolin de l'école du Nord           |
| Shaolin Lien Pu Ch’uan  | 少林练步拳  | Shǎolínliànbùquán | Pugilat shaolin pour entraîner les positions |
| Hung Ch’uan             | 洪拳        | Hóngquán          | Pugilat de la vague                          |
| Pa Chi Ch’uan           | 八极拳      | Bājíquán          | Pugilat des huit extrêmes                    |
| Mei Hua Ch’uan          | 梅花拳      | Méihuāquán        | Pugilat de la fleur de prunier               |
| Yueh Chia Ch’uan        | 岳家拳      | Yuèjiāquán        | Pugilat de la Famille Yue                    |
| Tang Lang Ch’uan        | 螳螂拳      | Tánglángquán      | Pugilat de la Mante Religieuse               |
| Ts’ui Pa Hsien Ch’uan   | 醉八仙拳    | Zuìbāxiānquán     | Pugilat des huit immortels ivres             |

Dans les Styles d'intérieur sont cités:
| Nom en Wade-Giles | Sinogrammes | Nom en Pinyin | Nom en Français                       |
| T’ai Chi Ch’uan   | 太极拳      | Tàijíquán     | Pugilat du principe suprême           |
| Hsing I Ch’uan    | 形意拳      | Xíngyìquán    | Pugilat de la forme et l'esprit       |
| Pa Kua Chang      | 八卦掌      | Bāguàzhǎng    | Paume des huit trigrammes             |
| Liang I Ch’uan    | 两仪拳      | Liǎngyíquán   | Pugilat des deux principes (Yin Yang) |
| Szu Hsiang Ch’uan | 四象拳      | Sixiangquan   | Pugilat des quatre expressions        |

### Progression
L'école possède deux niveaux d'apprentissage: Ji 级 et Jie 階, tous les deux termes signifient degré, niveau scolaire ou le rang; le Ji représente la partie du programme qui précède la ceinture noire, alors que Jie se réfère à la partie de la ceinture noire en ensuite.
Dans un article en chinois du même Chang Dsu Yao n'est mentionné que le Ji.
L'école Chang se caractérise par un programme d'enseignement bien défini et commun à presque toutes les associations qui portent ce nom, ne différent que dans certains endroits.

#### Degrés
Aux programmes et aux examens correspondent des reconnaissances des niveaux, grâce à un système de degrés et de ceintures en couleurs blanc, noir, or, rouge. Dans les associations qui sont nées après la diaspora qui a suivi la mort de Chang Dsu Yao, il y a une correspondance exacte des degrés associés à chaque couleur, mais quelques petites différences. Par exemple, dans l'Association dans laquelle ont convergé le Maître Cuturello et le Maître Fassi à la ceinture blanche correspondent 8 Chi, à la ceinture noire 5 Chieh, à la ceinture d'or les suivantes 3 Chieh, à la ceinture rouge les deux derniers Chieh, autrement dans la FKTL  à la ceinture blanche correspondent 7 Chi, à la ceinture noire 5 Chieh, à la ceinture d'or encore 3 Chieh et à la ceinture rouge deux Chieh.

### Lu et Tao
Dans le Kung Fu Chang est faite la distinction entre Lu ((路, lù ), traduit par le dictionnaire en route, voie, Parcours, allée, ligne, direction, orientation et T’ao (套, tào ), traduit par le dictionnaire en fourreau, étui, série, que dans l’école Chang indiquent respectivement les enchaînements exécutés individuellement et les exécutions en couple ou en collaboration.  En effet dans cette école aussi les exercices en couple sont en avant étudiez en exécutant les deux parties qui le composent comme deux enchaînements sans copain. 

### Techniques de base
L’école Chang commence son programme d'enseignement avec la méthode des Techniques de base, autrement dites en Chinois Chi Pen Fa (基本法 , jibenfa). Le Kung Fu Shaolin parle de ces Chi Pen Fa:
- Chi pen Pu Fa (基本步法, jibenpufa ) , la Méthode des Pas de base;
- Chi pen ch'uan fa (基本拳法, jibenquanfa ), la Méthode des Poings de base;
- Chi pen chang fa (基本掌法, jibenzhangfa ), la Méthode des Palms de base;
- Chi pen chou fa (基本肘法, jibenzhoufa), la Méthode des coudes de base;
- Chi pen t'ui fa (基本腿 法, jibentuifa), la Méthode des jambes de base;
- Ti Kung Ch'uan (地功拳, Digongquan), le pugilat des roulades. Cette partie a le même nom d'un enchaînement du Pei P'ai Shaolin Ch'uan.

### Chi Kung et assouplissemnet
Le Kung Fu Chang utilise trois séries d’exercices appelées Pa Tuan Chin (八段锦, baduanjin).